# Divizia 20 Infanterie (1919-1920)
Divizia 20 Infanterie, cunoscută și ca Divizia 20 ardeleană sau ca Divizia 20 Infanterie ardeleană a fost o mare unitate de nivel tactic, din Armata României, care a participat la acțiunile militare postbelice, din perioada 1918-1920.:p. 333

## Compunerea de luptă
În perioada campaniei din 1919, divizia a avut următoarea ordine de bătaie::p. 333
- Comandantul Diviziei 20 Infanterie Ardeleană: comandant General de brigadă Mihail Darvari
- Șef de stat major:Locotenent-colonel Ilie Partenie
- Brigada 49 Infanterie: comandant colonel Rafael Mărculescu

- Regimentul 98 Infanterie
- Regimentul 104 Infanterie

- Brigada 50 Infanterie: Comandant colonel Vasile Miron

- Regimentul 99 Infanterie
- Regimentul 100 Infanterie

- Brigada 20 Artilerie: Comandant colonel Alexandru Butunoiu

- Regimentul 39 Artilerie
- Divizionul I/Regimentul 40 Obuziere

- Batalionul 20 Pionieri: comandant maior Theodor Moscu

## Participarea la operații

### Campania anului 1919
În cadrul acțiunilor militare postbelice,  Divizia 20 ardeleană a participat la Operația ofensivă la vest de Tisa.:p. 333

## Comandanți
- General de brigadă Mihail Darvari